# Atletismo nos Jogos Pan-Americanos de 1979 - 400 m feminino
A prova dos 400 m feminino nos Jogos Pan-Americanos de 1979 foi realizada em San Juan, Porto Rico.

## Medalhistas
| Ouro                             | Prata                    | Bronze                              |
| Sharon Dabney USA Estados Unidos | June Griffith GUY Guiana | Patricia Jackson USA Estados Unidos |

## Resultados
| Posição           | Nome              | Nacionalidade      | Tempo | Notas |
| ----------------- | ----------------- | ------------------ | ----- | ----- |
| Medalha de ouro   | Sharon Dabney     | USA Estados Unidos | 51.81 |       |
| Medalha de prata  | June Griffith     | GUY Guiana         | 51.81 |       |
| Medalha de bronze | Patricia Jackson  | USA Estados Unidos | 52.32 |       |
| 4                 | Aurelia Pentón    | CUB Cuba           | 52.71 |       |
| 5                 | Micheline Racette | CAN Canadá         | 53.30 |       |
| 6                 | Helen Blake       | JAM Jamaica        | 53.41 |       |
| 7                 | Marita Payne      | CAN Canadá         | 53.99 |       |
| 8                 | Joyce dos Santos  | BRA Brasil         | 56.49 |       |